# Партизанское движение в Крыму во время Великой Отечественной войны

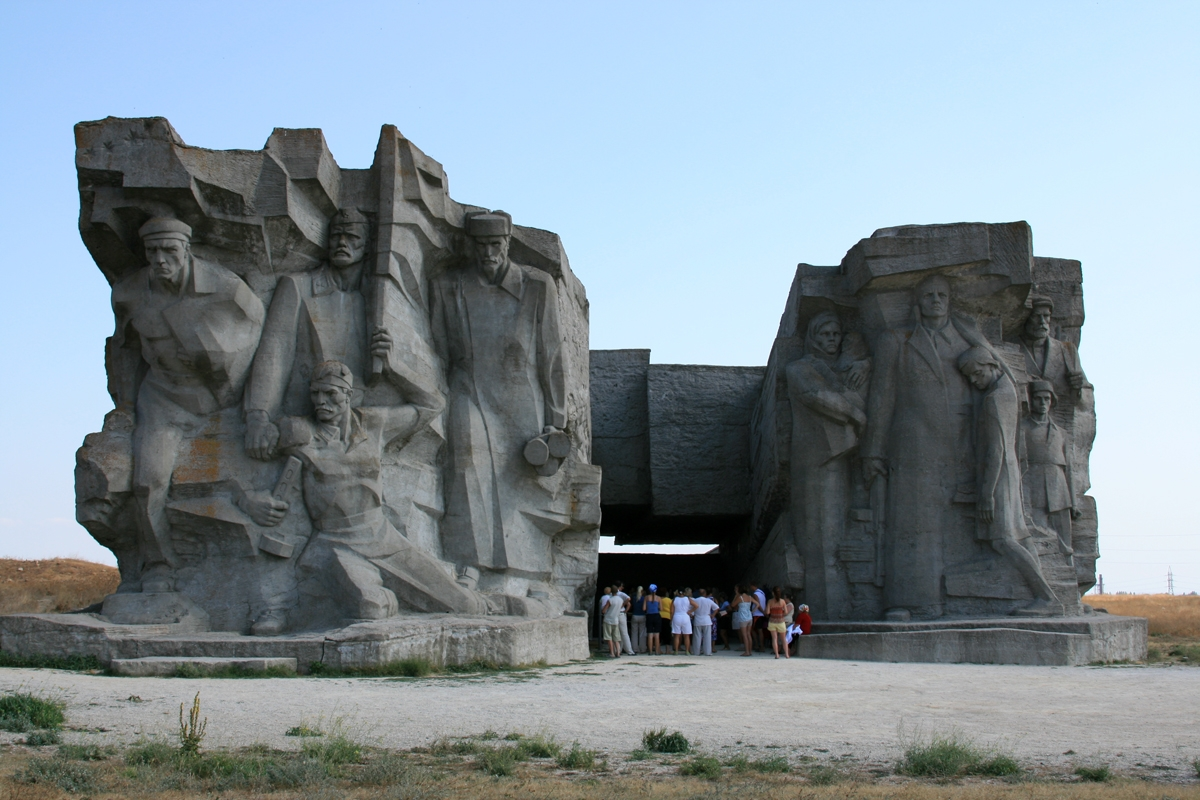
Двухпилонная композиция над музеем обороны Аджимушкайских каменоломен

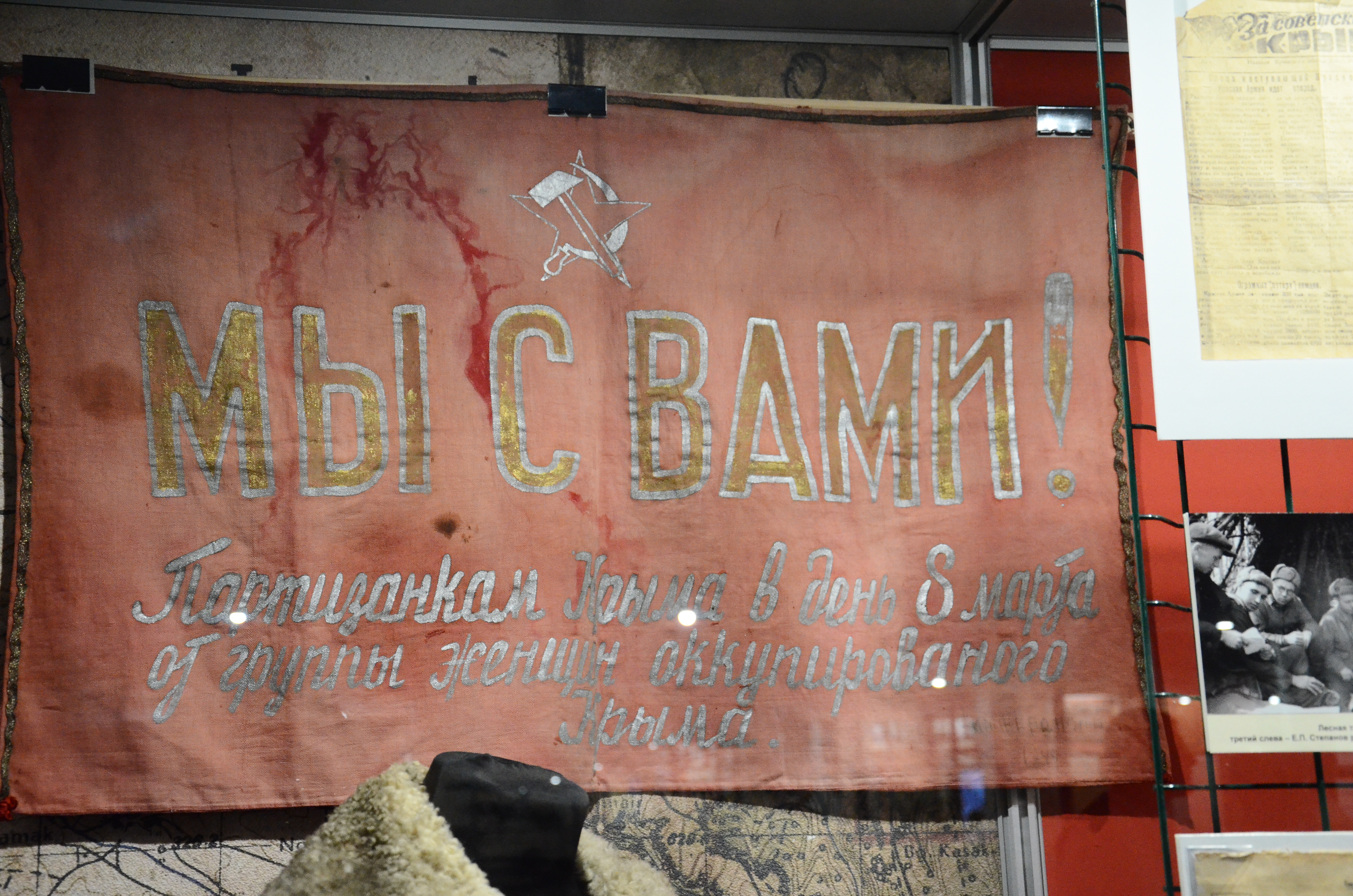
Флаг. Хранится в Центральном музее Тавриды

Партизанское движение в Крыму — партизанское движение на территории Крымской АССР в 1941—1944 годах во время Великой Отечественной войны. Составная часть советского партизанского движения на оккупированной территории СССР.

## Партизанское движение

### Подготовка партизанского движения, Штаб партизанского движения Крыма и партизанские районы
Работа по организации партизанского движения, формированию партизанских отрядов и подпольных организаций в Крыму была начата в июле 1941 года.
Для непосредственного руководства подпольной деятельностью на территории Крыма Крымский обком ВКП(б) в начале октября 1941 года образовал подпольный партийный центр в Керчи (руководителями центра стали И. А. Козлов, В. С. Колесниченко и Е. В. Ефимова). Кроме того, в городах и районных центрах были оставлены организаторы подпольной борьбы (в Симферополе — Ф. И. Беленков, в Севастополе — П. С. Короткова, в Белогорске — М. Г. Рыбаков, в Ялте — В. Ф. Смоленцева, в Красногвардейском районе — Н. Г. Мязгов и Н. И. Юдин). На базе истребительных батальонов были сформированы 24 партизанских отряда, в первые дни после оккупации их численность увеличилась за счёт притока военнослужащих.
По состоянию на 10 ноября 1941 года в Крыму было уже 27 партизанских отрядов; по состоянию на 20 ноября 1941 года — 28 партизанских отрядов, в составе которых насчитывалось 3734 человек (из них 1316 военнослужащих), около тысячи из них были комсомольцами.
23 октября 1941 года был создан Штаб партизанского движения Крыма, руководителем штаба стал полковник А. В. Мокроусов, комиссаром — С. В. Мартынов, начштаба — Сметанин. На материальные затраты выделялись 2 000 000 рублей и соответствующие лимиты продукции, товаров и военных материалов.
По линии НКВД Крыма чекистскую работу курировал нарком Г. Т. Каранадзе. Уполномоченным особого отдела штаба партизанского движения Крыма был И. Х. Давыдкин.

#### Руководители партизанского движения Крыма в 1941—1942 годах
Вся территория Крыма была условно разделена на пять партизанских районов:
- 1-й район (Старо-Крымские леса, окрестности Судака и Старого Крыма): здесь действовали Феодосийский, Старо-Крымский, Судакский и Кировский партизанские отряды;
- 2-й район (Зуйские и Карасубазарские леса): здесь действовали Карасубазарский, Джанкойский, Ичкинский, Колайский, Сейтлерский, Зуйский, Биюк-Онларский отряды, а также Красноармейский отряд № 1 и Красноармейский отряд № 2.
- 3-й район (государственный заповедник): здесь действовали Алуштинский, Евпаторийский, Симферопольский отряд № 2, Симферопольский отряд № 3.
- 4-й район (район Бахчисарая и Ялты): здесь действовали Бахчисарайский, Ялтинский, Ак-Мечетский, Ак-Шеихский отряды и Красноармейский отряд № 5.
- 5-й район (окрестности Севастополя): здесь действовали Севастопольский и Балаклавский отряды;
- (Керченский полуостров): здесь действовали три отряда под общим командованием И. И. Пахомова, отряд им. В. И. Ленина (командир М. Н. Майоров, комиссар С. И. Черкез, начштаба Н. И. Бантыш) — в Аджимушкайских каменоломнях, отряд им. В. И. Сталина (командир А. Ф. Зябрев, погиб 12 ноября 1941, С. М. Лазарев, комиссар И. З. Котло, начштаба А. Н. Петропавловский) — в Старо-Карантинских каменоломнях, отряд Маяк-Салынского района (командир И. Г. Шульга, комиссар Д. К. Ткаченко) — Караларские каменоломни и район Опука[11][12][13].

Командиры и комиссары партизанских районов и отрядов: В. И. Никаноров, В. И. Чёрный, А. А. Омеров, Е. Д. Киселёв, Н. Д. Лурова, 3. Ф. Алименов, И. М. Бортников, В. В. Красников, И. Г. Генов.
Ялтинским партизанским отрядом руководил Дмитрий Мошкарин. В честь него впоследствии были названы объединённые села Керлеут и Сабике.

### Партизанское движение в 1941—1942 годах. Боевые действия
Первый и на долгое время самый крупный и успешный бой принял Ичкинский отряд под командой М. И. Чуба, он устроил засаду у Нижнего Кок-Асана. 3 ноября 1941 года вместе с пограничниками первого батальона 294-го пограничного полка вступил в бой с наступающим противником, силы которого составляли авангард в составе двух германских батальонов пехоты и румынского кавалерийского эскадрона. Бой длился 5 часов. Противник потерял до 120 человек, взяты трофеи — стрелковое оружие. Пограничная часть НКВД и военный госпиталь смогли благодаря партизанам оторваться от преследования и уйти на Ускут и далее к морю. После боя Ичкинский отряд отошёл на гору Скирда.

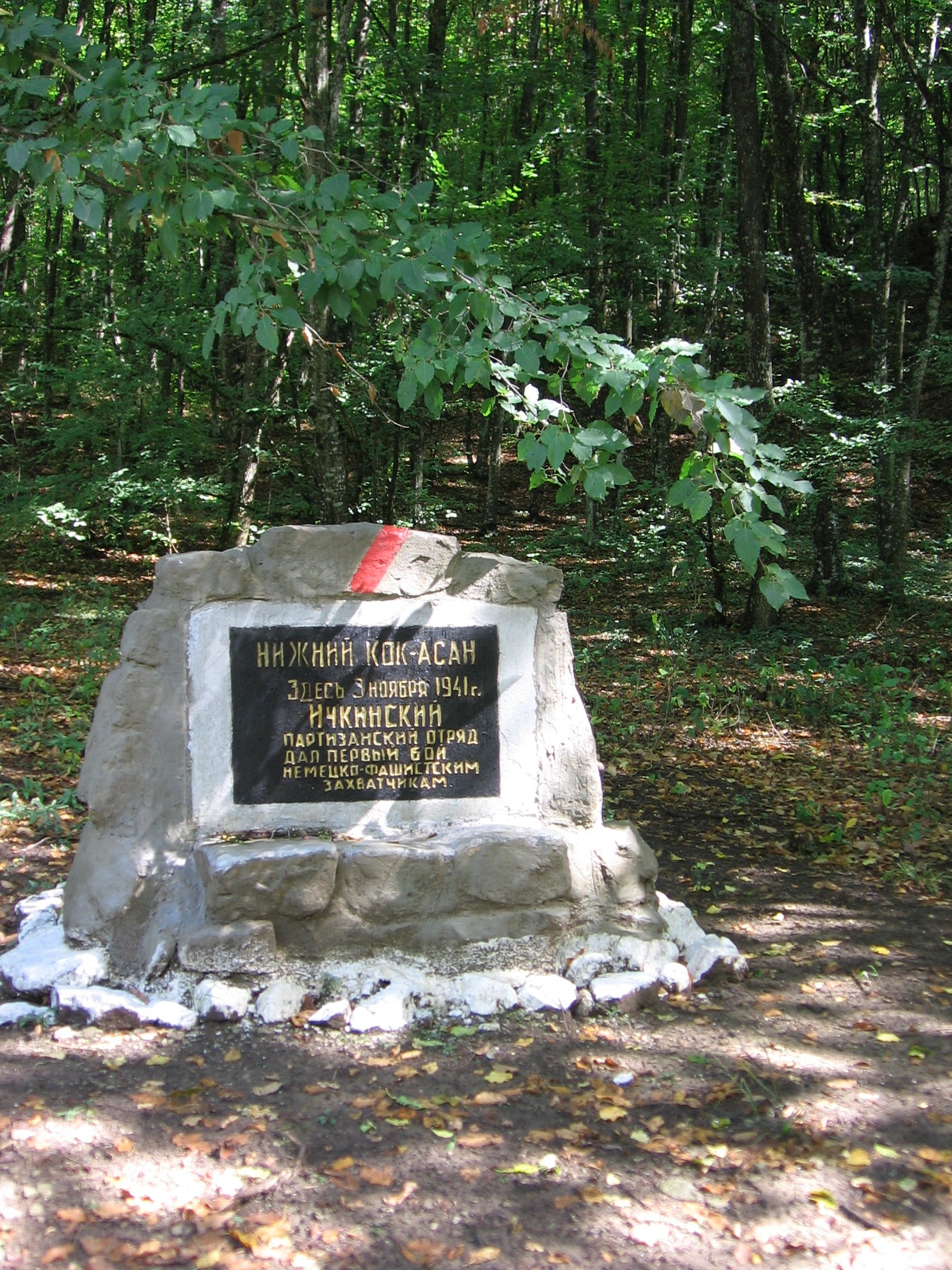
Кок-Асан. Знак на месте первого боя Ичкинского отряда, 3 ноября 1941 года.

Ичинский отряд, таким образом, начал партизанскую войну в Крыму. После войны на месте боя у дороги был установлен памятный знак.
Большую диверсионную работу на 60-километровом отрезке шоссе Алушта-Алупка вёл Ялтинский партизанский отряд. Первый налёт произошёл 11 ноября. В результате налёта на боевую колонну германских войск несколько десятков солдат было убито. Отряд взрывал мосты, линии связи, транспорт с вооружением и живыми силами противника. Для защиты от нападений отряда только в районе Гурзуфа немцы сосредоточили около полка живой силы.
В партизанском движении активное участие принимали коммунисты, комсомольцы, пионеры и школьники. В общей сложности, в годы войны в составе партизанских отрядов на территории Крымской АССР сражались 1974 коммуниста и 2416 комсомольцев. В составе Севастопольского отряда был 15-летний Вилор Чекмак. 10 ноября 1941 года, находясь в дозоре у села Алсу, он заметил приближавшихся карателей и предупредил отряд выстрелом из сигнальной ракетницы, после чего в одиночку принял бой. Когда закончились патроны, Вилор подпустил немцев к себе и гранатой подорвал себя вместе с врагами.
После того, как 26 декабря 1941 года десантные части Красной армии высадились на Керченском полуострове, партизаны отряда им. В. И. Ленина и отряд им. И. В. Сталина оказали помощь армейским частям, нападая на гарнизоны противника, устраивая засады на коммуникациях, занимая и удерживая оборонительные позиции вблизи мест высадки десанта. После освобождения Керчи К. М. Симонов в газете «Красная звезда» написал о них очерк.

#### Декабрьский прочёс 1941 года
9 декабря (в других источниках 10 или 13) стоянка партизан Ялтинского отряда в Государственном заповеднике была атакована противником — румынскими частями. Партизаны начали отход с боем. Судьба группы генерала Аверкина, командира 48 ОКД, командира 4 партизанского района, в точности не известна, однако позднее его тело найдено к северо-западу от горы Ат-Баш на спуске к роднику Беш-Текне и было опознано по шинели и кителю. 21 марта 1942 А. В. Мокроусов докладывал: «партизаны потеряли убитыми 175 человек, ранеными — 200, без вести пропало — 73 (в том числе генерал-майор Аверкин)».
С 10 по 22 декабря 1941 года противник окружил районы расположения партизанских отрядов и КШПД, где находился А. В. Мокроусов, силою до дивизии с миномётами и горной артиллерией. Особая концентрация сил противника была в районе расположения главного штаба и 3-го района. В результате боёв с противником, иногда длившихся до шести часов, отряды из окружения вышли, противник потерял убитыми и ранеными свыше 600 человек. Противником уничтожены базы отрядов на 60—80 %, потеряно 450 000 рублей наличными из спецфонда штаба.

#### Поддержка советских десантов
29 декабря 1941 года отряд № 15 под командованием Б. Б. Городовикова совместно с отрядом № 10 уничтожил 3 грузовых автомашины, 64 солдата и офицера, большинство из них офицеры. Это оказалось гестапо, эвакуирующееся из Феодосии от советского десанта.
5 января 1942 года с кораблей Черноморского флота был высажен десант в Евпатории, одновременно в городе началось восстание, к которому присоединились партизаны. Десантники и восставшие сумели занять большую часть города, однако начавшийся шторм не позволил высадить подкрепление. Германское командование было вынуждено отвлечь на борьбу с десантом пехотный полк и два батальона, участвовавшие в осаде Севастополя, однако бои в Евпатории продолжались до 8 января 1942 года.
В начале 1942 года на оккупированных территориях действовали 33 подпольные организации и группы (около 400 человек).
Рост сети подпольных организаций выявил необходимость координации их деятельности, в результате в апреле 1942 года Крымским обкомом ВКП(б) был утверждён уполномоченный по руководству подпольной борьбой в Крыму — И. Г. Генов. С целью расширения подпольной деятельности в апреле 1942 года из числа бойцов и командиров партизанских отрядов были отобраны, утверждены и направлены в города и районы 34 организатора, которые создали 37 подпольных организаций и групп в 72 населённых пунктах (126 человек). Созданы дополнительно подпольные организации в Симферополе, Феодосии и Карасубазаре.
В лесу по документам КШПД к середине июля 1942 года насчитывалось 2127 партизан, включая раненых и ослабших от голода.
В это же время, с мая по октябрь 1942 года, в полной изоляции продолжалось сопротивление в Аджимушкайских каменоломнях.
К лету 1942 года в Крыму действовали 63 подпольные организации и группы (около 600 человек).

#### Воздушный мост
С середины 1942 года с крымскими партизанами была установлена устойчивая радиосвязь и начаты авиаперевозки. Снабжение крымских партизан осуществляли самолёты 1-й авиатранспортной дивизии ГВФ СССР.
Ставка ВГК дала указание командованию Северо-Кавказского фронта принять меры по помощи крымским партизанам. Несмотря на тяжёлую обстановку на Кавказе, Военный совет фронта 1 сентября 1942 года принял постановление «Об эвакуации раненых и тяжелобольных партизан Крыма». В разработке плана и в контроле участвовал лично С. М. Будённый. Лётчиками 325-го тяжёлого бомбардировочного авиаполка и 5-й эскадрильи Закавказской особой авиагруппы эвакуировано на Большую землю свыше 450 человек и доставлено партизанам 240 т различных грузов.
На Караби-яйле был расположен главный партизанский аэродром в Крыму, принимавший самолёты с Большой земли. Первым совершил ночную посадку на яйле на ТБ-3 опытный лётчик Г. В. Помазков 29 сентября 1942 года.
18 октября 1942 года лётчики Яков Фадеев и Николай Калмыков на самолётах У-2 доставили крымским партизанам несколько мешков сухарей и мешок листовок.
8-й отдельный авиационный полк ГВФ в 1943 г. совершил 71 вылет в район действий крымских партизан и перевёз 29 человек и 3,1 т груза, 9-й отдельный авиационный полк ГВФ, обеспечивая крымских партизан, в 1943 г. совершил 100 вылетов в район действий крымских партизан, кроме того, вылеты совершала 1-я авиационно-транспортная дивизия.
Воздушный мост действовал вплоть до освобождения Крыма.

### Антипартизанские силы стран Оси в Крыму

#### Германия
Из воинских формирований Третьего Рейха против партизан Крыма с октября 1941 по сентябрь 1942 годах действовала 11-я армия под командованием Э. фон Манштейна.
28 ноября 1941 года командующий 11-й армией Вермахта генерал Э. фон Манштейн объявил, что действующие в Крыму партизаны «стали реальной угрозой». На следующий день, 29 ноября 1941 г. он отдал приказ по армии «Об организации и методах борьбы с партизанами», в соответствии с которым был создан специальный штаб по организации антипартизанских действий. Начальник штаба получил широкие полномочия, а также значительное количество войск для решения поставленных перед штабом задач. Во главе координационного штаба по борьбе с партизанами в Крыму был назначен майор К. Стефанус.
Из германских сил к штабу были прикомандированы 24-й, 52-й, 150-й и 240-й противотанковые батальоны (необычный выбор определяется тем, что в осаде Севастополя противотанковая артиллерия не была задействована, зато в 11-й армии это были немногие из полностью моторизованных частей, которые могли оперативно маневрировать). Особо отличился в боях против партизан 150-й противотанковый дивизион (50-й пехотной дивизии). В Керчи части 46-й пехотной дивизии и сапёрный батальон против Аджимушкайских каменоломен. Румынские части, прикомандированные к штабу перечислены в соответствующей главе.
В декабре 1941 года, после неудачи первого штурма Севастополя, германо-румынские войска начали первую масштабную антипартизанскую операцию.
К концу лета 1942 года германское военно-политическое руководство приняло решение о необходимости создания в Крыму штаба пропаганды для усиления влияния на население полуострова. 5 сентября 1942 года из состава батальона пропаганды «Украина» был выделен 2-й отдельный взвод, ставший основой для созданного 15 сентября 1942 года в Симферополе штаба пропаганды «Крым» (в дальнейшем, начали действовать находившиеся в подчинении штаба пункты пропаганды в Евпатории, Джанкое, Феодосии, Ялте и Севастополе).
В поздний период к антипартизанским действиям привлекались даже танки, несмотря на горно-лесной характер местности. Это были трофейные устаревшие французские машины Somua 223-й роты трофейных танков (15 машин). При этом партизаны смогли даже уничтожить несколько танков: например, в бою 13 ноября 1943 года у деревни Барабановки (сейчас Барабаново) отличились бронебойщики 1-й бригады Ф. И. Федоренко, которая получила накануне 9 противотанковых ружей. Танк потерял ход и был сожжён.
С осени 1943 по апрель 1944 годах Крым считался прифронтовой зоной 17-й армии под командованием генерал-полковника Эрвина Йенеке.

#### Румыния

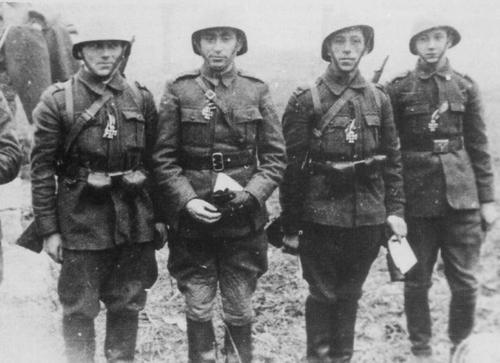
Крым. Кавалеристы 8 бригады, награждённые 7 января 1942 железными крестами за разгром советского десанта.

Из воинских формирований Королевства Румынии против партизан Крыма действовала 3-я румынская армия под командованием генерала Петре Думитреску.
1 горная румынская бригада участвовала в штурме Севастополя, её тылы находились в зоне 5-го партизанского района. Балаклавский и Севастопольский отряды понесли большие потери и были вытеснены на север, в район заповедника.
4-я горная бригада под командованием генерала Георге Манолиу и 8-я кавалерийская бригада действовали на востоке Крыма, участвовали в отражении советской Керченско-Феодосийской десантной операций. Они также противостояли отрядам 1-го и 2-го партизанских районов.
С 15 марта 1942 бригады преобразованы в дивизии с сохранением номеров. После потерь на Кавказе в Крым в апреле 1943 переведена 2 горная дивизия, командир бригадный генерал Ион Думитраке и развёрнута в долине Альмы, против 3 и 4-го партизанских районов.
Имелись территориальные военные власти в виде полевой комендатуры румынского Горного корпуса и ортскомендатур в Бахчисарае, Зуе, Карасубазаре. Формирование комендатур осуществлялось за счёт рот военной полиции горных бригад (дивизий) — (37-й и 99-й рот из 1-й и 4-й горных бригад) и подразделений жандармерии 3-й румынской армии. Перед крупными карательными акциями они усиливались строевыми частями.
Румынские части совместно с германскими контролировали дороги Симферополь-Алушта, Карасубазар-Феодосия, Карасубарар-Ускут, Салы-Судак и другие. В апреле 1942 и 5-6 июня 1943 года в Крыму дивизии были проинспектированы маршалом Ионом Антонеску. На румынские войска также возлагалась береговая оборона ЮБК от Фороса до Коктебеля (см. внешнюю ссылку).
Повышенный в 1943 до генерал-майора И. Думитраке вместе с бригадным генералом Леонард Мочульски командовал горными егерями в ходе Большого прочёса 29 декабря 1943 года — 4 января 1944 года. После боёв румыны отчитались об уничтожении в горах Крыма 3700 партизан. По советским данным, потери партизан составили от 700 до 1000 человек убитыми и ранеными.

#### Словакия
Из воинских формирований Словацкой республики против партизан Крыма в 1943—1944 годах действовали отдельные части Быстрой дивизии (Rýchla divízia) под командованием генерала 2-го класса Штефана Юреха, которая была позднее переформирована в 1-ю словацкую пехотную дивизию. Дивизия подвергалась воздействию советской пропаганды и имела низкую боевую дисциплину. Летом—осенью 1943 года несколько словацких солдат перешли к крымским партизанам, из них была сформирована боевая группа, которой командовал солдат-словак Антон Ланчарич. 3 ноября 1943 года группа провела первую боевую операцию: остановив две автомашины на шоссе Симферополь—Феодосия, они разоружили и захватили в плен 1 офицера и 9 солдат противника. На следующий день группа захватила два трёхтонных грузовика.

#### Коллаборационисты

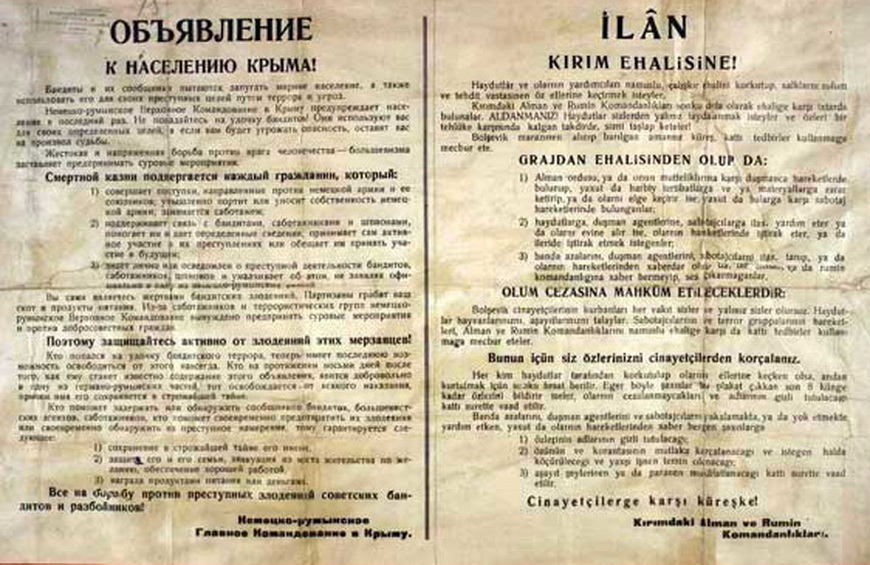
Антипартизанская листовка германского командования 11-й армии Крыма на русском и татарском языках, зима 1941—1942 года, Государственный архив Республики Крым. Карается смертью не только партизанские действия, но и даже информированность о партизанах. Выдавшим партизан при этом гарантируют анонимность, работу, продуктовое и денежное вознаграждение.

С осени 1941 года оккупанты сформировали в предгорных населённых пунктах отряды самообороны из антисоветски настроенных элементов, вооружив трофейным советским оружием. Впоследствии из них оформили 14 территориальных рот. Особенно отличилась в боях с партизанами самооборона села Коуш. По запросу командования партизан оно даже подвергалось бомбардировке советской авиацией. Но поскольку использовать силы самообороны вдали от своих деревень и для активных антипартизанских действий не представлялось возможным, со второй половины 1942 года германским командованием формируются восемь крымскотатарских батальонов вспомогательной полиции, или шуцманшафта (№№ 147, 148, 149, 150, 151, 152, 153, 154), общей численностью 3000—4000 человек. Они активно использовались для борьбы с партизанами с конца 1942 до апреля 1944 года. Часть личного состава записалась на добровольной основе через вербовочные пункты, часть была добровольно-принудительно переведена из рот самообороны, часть составили освобождённые под специальную подписку военнопленные, в большинстве татарской  национальности. Батальоны имели штатных военных мулл.
Грузинский батальон особого назначения «Бергманн» под командованием подполковника Т. Оберлендера был переведён в Крым с февраля 1943 года и использовался для охраны Южного берега Крыма и борьбы с партизанами.
В 1941—1942 коллаборационисты русского и украинского происхождения использовались непосредственно в частях 11 армии Вермахта как хиви или в местной полиции. Их общая численность по Крыму составляла несколько тысяч человек. В районе Севастополя с 1942 года действовала Русская гражданская вспомогательная полиция, формально подчинённая бургомистру Н. Мадатову, но реально руководимая СД. Она составляла к 1944 году до 300 человек и несла патрульно-постовые задачи. С начала 1943 года начинается создание крымских подразделений РОА. Этим занимается полковник В. И. Мальцев. К 1944 году их численность составила 2000—4000 человек. Они также привлекались к антипартизанской борьбе.
Также, по воспоминаниям партизан, в 1942 году для охранных целей использовались мелкие (до роты) формирования из азербайджанцев и народов Северного Кавказа из числа пленных Крымского фронта. Например, по немецким документам, штаб пионерного (инженерно-сапёрного) полка особого назначения 37 имел такое усиление: грузинская и азербайджанская строительные роты, разоружённый азербайджанский батальон 804, три украинских роты снабжения, казачий эскадрон 94, 15 дорожно-строительных "восточных рот".
Внутри формирований оккупантами проводились чистки. Имеются документы о расстрелах военнослужащих батальонов шуцманшафта "Schuma" с формулировкой «за прокоммунистические убеждения». С 1943 года дисциплина в них падает, начинаются единичные и групповые переходы на сторону партизан. Например, из 152-й батальона шуцманшафта батальонсфюрер Раимов с шестьюдесятью сослуживцами после переговоров перешёл к партизанам. Впоследствии Раимов был вывезен на самолёте в Москву и после проведённого следствия расстрелян. Остальные перебежчики остались в партизанах. Так, 20 отряд «Народные мстители» частично состоял из бывших грузинских и крымскотатарских добровольцев.
Штабом пропаганды «Крым» велась антипартизанская обработка населения через коллаборационистскую прессу.
Например, 8 февраля 1942 года газета «Голос Крыма» которой руководил немецкий куратор зондерфюрер доктор Бруно Маурах, начальник отдела прессы Штаба пропаганды «Крым», в статье А. Руссова «Кто виноват?» пишет: «… Безымянные агитаторы, действующие по секретным приказам Сталина, распускают слухи о том, что недоедание среди части крымского населения возникло по вине немцев… Продукты питания, в которых ощущается столь острая нужда, сосредоточены теперь у партизан в горах и в лесах. Там находятся десятки тысяч тонн муки, картофеля, круп, сахару, керосину и прочих продуктов, награбленных у населения большевиками при отступлении. Пока бесчинствуют в горах партизаны, пока красная армия совершает свои, хотя и неудачные атаки на побережье Крыма, продовольственные затруднения существовать будут… …Большевики были и остаются нашими заклятыми врагами. Мы не должны ни на минуту забывать этого, мало того, мы обязаны в интересах спасения родины выйти из состояния обывательского нейтралитета по отношению к большевикам и партизанам».

### Смена руководства партизанским движением, Центральная оперативная группа
В целях совершенствования руководства партизанскими отрядами приказом ЦШПД от 8 июля 1942 года ШПД Крыма был расформирован. За перегибы в руководстве, бессудные расстрелы командиров и пьянство А. В. Мокроусов и С. В. Мартынов были 11 июля 1942 года отозваны на Большую землю. После разбирательств в тылу А. В. Мокроусов снят с занимаемой должности. Командование 19 июля 1942 года перешло к полковнику М. Т. Лобову, после его эвакуации 10 октября 1942  к Л. Г. Северскому. .
В оправдание в докладной записке А. В. Мокроусова и С. В. Мартынова, которую они направили 20 июля 1942 года Военному совету Северо-Кавказского фронта (С. М. Будённому) и первому секретарю Крымского обкома партии В. С. Булатову говорилось:

«…До сих пор не знаем, кому мы подчинены. Нам слали директивы Военный совет Крымского фронта, Крымский обком партии, Приморская армия, НКВД Крыма, а теперь Военный совет Кавказского фронта. Все ошеломляло нас, и мы не знали, „какому богу молиться“. С этим нужно покончить и подчинить партизанское движение одному руководству».

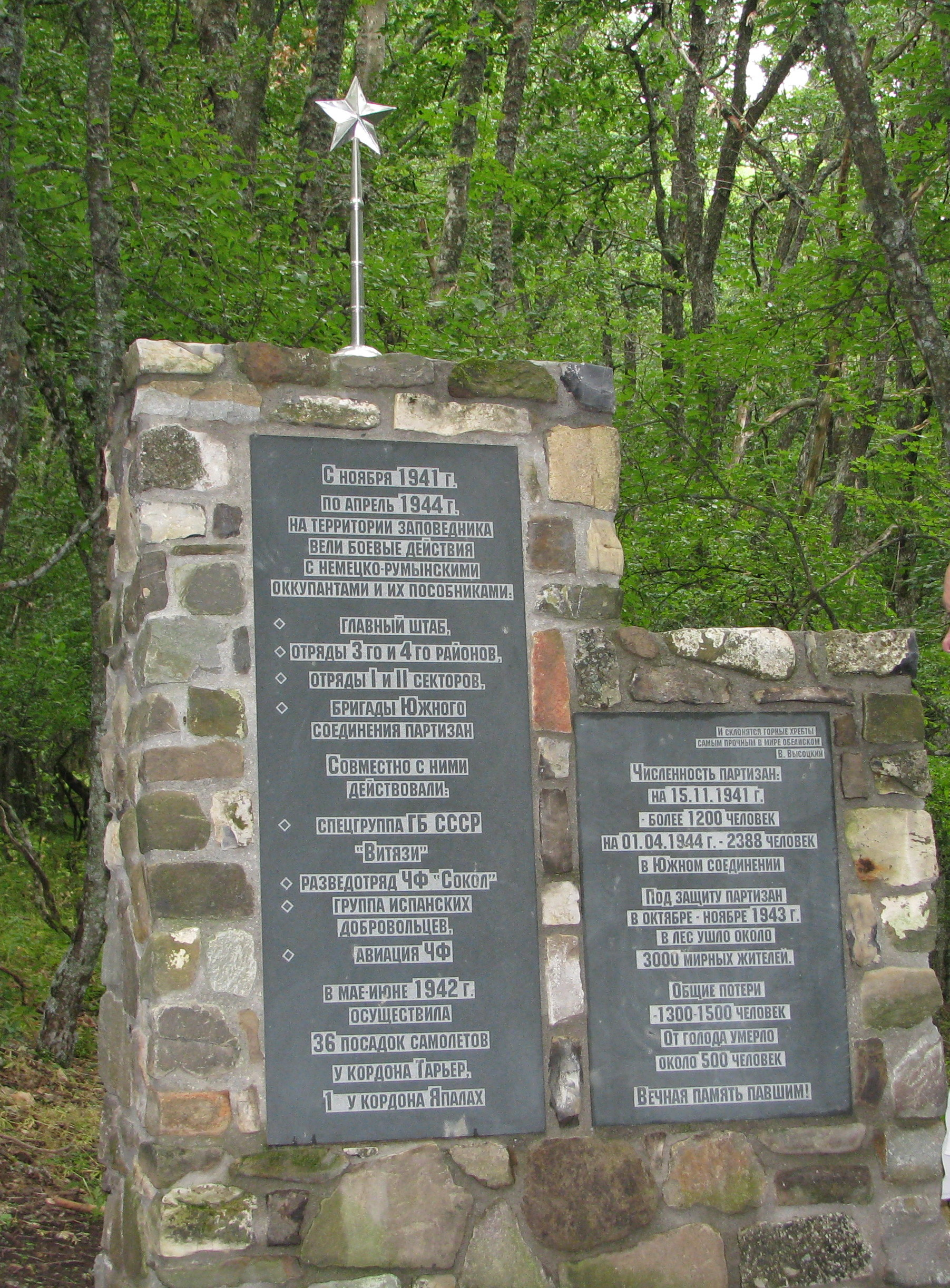
Стела у въезда в Крымский заповедник на перевале Кебит-Багаз. На ней перечислены все отряды и соединения партизан Крыма, разведгруппы и авиация снабжения, которые вели борьбу в заповеднике в 1941—1944 годах.

Руководство партизанским движением на Северном Кавказе и в Крыму было возложено на созданный 3 августа 1942 года Южный ШПД при Военном совете Северо-Кавказского фронта начальник П. И. Селезнёв, находившийся в Краснодаре, позднее в Сочи. В августе — сентябре 1942 года партизанское командование из-за недостатка продовольствия послало из отрядов на подпольную работу в города и сёла около 400 партизан. Многие выданы предателями, попали в руки врага и были расстреляны.
2 октября 1942 года решением Крымского обкома ВКП(б) был создан подпольный партийный центр в составе Р. Ш. Мустафаева, И. Г. Генова и Н. Д. Лугового, на который было возложено руководство подпольными партийными организациями и партизанским движением в Крыму, а также проведение агитационной и организационно-массовой работы с населением.
К началу 1943 года в Крыму вели работу 106 подпольных организаций и групп (свыше 1300 человек).
В июне 1943 года был воссоздан Крымский штаб партизанского движения в Сочи, начальником которого был назначен В. С. Булатов.
10 июня 1943 спецгруппа ОМБОН из отряда «Соколы» из 12 человек, в основном спортсменов, приземлилась на парашютах в расположении Второго сектора партизан Крыма. Володя Большой — Владимир Буря, радист Длинный — Владимир Вайншток, Коля Белый — Николай Забара, Валя — Валентина Виниченко-Катулина, Надя — Надия Кемилева. Часть занималась диверсионной работой, часть легализовалась и занялась разведдеятельностью в городах Крыма.
В августе 1943 года Крымский обком принял постановление «О работе областного подпольного центра в Крыму», в котором положительно оценивалась деятельность партизан и подпольщиков, ставились новые задачи. Постановление сыграло важную роль в расширении борьбы против оккупантов.
Для военного руководства создана Центральная оперативная группа (ЦОГ).
Через два дня после образования Крымского штаба партизанского движения ЦШПД издал приказ о «рельсовой войне» на коммуникациях противника. В сентябре—ноябре 1943 года партизаны Крыма приняли участие в операции «Концерт». Осенью 1943 года партизаны совершали диверсии на железных дорогах, разгромили ряд крупных гарнизонов.
2 октября 1943 года в селе Джермай-Кашик Ленинского района была заброшена на парашюте и приступила к работе разведчица-радистка разведотдела Северо-Кавказского фронта (с 20 ноября 1943 года Отдельной Приморской армии) Алиме Абденнанова. Собирая ценные сведения в тылу вражеских войск, разведчица передавала шифротелеграммы в разведотдел армии, помогая нашему командованию узнавать положение дел в Северном Крыму. В составе Джермай-Кашикской подпольной группы были жители села В. Аджибаева, А. Баталов, А. Болатов, Х. Мамбетджанов, братья Меннановы.

#### Партизанская борьба на Керченском полуострове в 1943—1944 годах
Уже в третий раз за время оккупации начинается борьба в катакомбах. 19 октября 1943 года, в день массового угона населения из Керчи, в Старо-Карантинских каменоломнях организуется из молодёжи отряд Маяк-Салынского района (командир — Мухлынин К. К., зам. командира — Панкратов В., комиссар Васюнин Д. А.). Его численность составила 130 человек. С 9 декабря 1943 года начальником штаба отряда стал полковник Нестеров П. И., вышедший к отряду с группой в 15 человек прорвавшихся с Эльтигенского плацдарма. Отряд добыл трофеи — до 20 автоматов и до 20 винтовок, в ноябре 3 немецких ручных пулемёта и до 70 автоматов. Бои велись 25-28 октября, 2, 3, 5, 7, 25 и 29 ноября 1943 года, 23 февраля 1944 года. Оборонительные бои с блокировавшими частями партизаны вели 3-6 ноября и 12 декабря 1943 года. Уничтожено 35 грузовых и 2 легковых автомашины, 5 орудий, рацию, более 600 германо-румынских солдат и офицеров. Захвачено у противника 7 автомашин, мотоцикл, 7 автоматов, 9 пистолетов, 51 винтовка, 78 тысяч патронов, 8 ящиков гранат. Разведка отряда велась активно, ей удавалось проникать через фронт. Прибывшая армейская разведчица Бойчевская А. Х. доставила рацию. После высадки десанта на Эльтигене противник замуровал каменоломни, иссякли продовольствие и вода. Военный совет отряда решил прорываться малыми группами через линию фронта на плацдарм. В феврале 1944 года через фронт прошла группа П. И. Нестерова. Их проводник Панкратов В. на обратном пути был схвачен врагом и повешен. Прорваться удалось немногим. 11 апреля 1944 года оставшиеся партизаны с приходом Красной армии вышли из каменоломен. Потери отряда составили до 40 человек убитыми и 20 ранеными.
Партизанский отряд в руднике «Багерово» 24 октября 1943 — 5 марта 1944 года (командир отряда Паринов С. Е. инженер-проходчик шахты, комиссар Белов, нач. штаба Ларионович Владимир) из местных жителей и пленных красноармейцев имел численность до 240 человек. Отряд был плохо вооружён: 2 ручных пулемёта, 3 автомата, 45 винтовок, 3 винтовки СВТ, 8 карабинов, много ручных гранат. Для минирования использовались авиабомбы. Проводились диверсии на станции Багерово, где противник вёл погрузочно-разгрузочные работы. Партизаны систематически нарушали нормальную работу станции, вывели из строя 5 паровозов, взорвав мины в топках. Взорван артиллерийский склад на станции Нижегорское и склады взрывчатки в посёлке Багерово. Уничтожили 30 солдат и офицеров противника. Распространялись листовки среди населения района и в частях противника. Действия партизан заставили противника оттянуть значительные силы на блокирование каменоломен. После штурма 5 марта 1944 года, выжившие защитники были расстреляны.

### Формирование бригад и соединений партизан Крыма, участие в Крымской наступательной операции
За октябрь — декабрь 1943 года в партизанские отряды вступило свыше 5600 человек. Было создано 7 партизанских бригад, объединённых затем 19 января 1944 года в 3 соединения:
- Северное (ком. П. Р. Ямпольский)
- Южное (ком. М. А. Македонский) (комиссар. Селимов Мустафа Вейсович)
- Восточное, 2 и 3 бригады (командир В. С. Кузнецов, комиссар Р. Ш. Мустафаев, начальник штаба С. Д. Качанов).

Командиром 1-й бригады стал капитан Ф. И. Федоренко.
Иваненковский аэродром — ещё один из семи действовавших в горном Крыму. Принимал самолёты с августа 1943-го по апрель 1944 года. Иваненковский аэродром был на попечении Первой партизанской бригады.

#### Большой прочёс 24 декабря 1943 — 8 января 1944 года
Германское командование понимало, что с наступлением весны 1944 неминуемо начнётся советское наступление. Поэтому командующий 17 армией генерал Эрвин Йенеке потребовал очистить тылы от советских партизан. К этой задаче привлекли значительные силы: части 1-го румынского горнострелковый корпуса (на него возлагалась основная борьба с партизанами), четырёх германских пехотных и восьми полицейских батальонов из коллаборационистов. Им придавались 16 лёгких танков, несколько эскадрилий штурмовой и бомбардировочной авиации, 18 миномётных и 12 артиллерийских батарей разных калибров.
Штаб корпуса находился в Симферополе. Состав соединений, сведённых в 1-й горнострелковый корпус, был следующим:
- 1-я горнострелковая дивизия (бригадный генерал Л. Мочульски) : 1-й и 2-й горнострелковые, 1-й горный артиллерийский полки, моторизованный конный эскадрон;
- 2-я горнострелковая дивизия (генерал-майор И. Думитраче): 4-й и 5-й горнострелковые, 2-й горный артиллерийский полки, моторизованный стрелковый эскадрон (разведка);
- 3-я горнострелковая дивизия: 3-й и 6-й горнострелковые, 3-й горный артиллерийский полки, моторизованный стрелковый эскадрон (разведка).
- части корпусного подчинения — батальон горных стрелков, дорожный (сапёрный) батальон и госпитали[57].

Штат горнострелковой дивизии — около 12 000 человек, 24 горных 75-мм и 100-мм орудия, 12 противотанковых 37-мм орудия. Реальная численность дивизий на конец 1943 составляла 8000—9000 человек. Горнострелковые войска имели более высокий уровень подготовки, чем пехота, они были подготовлены для боёв на сложной местности.
По оценкам разведки противника, партизанские формирования в горах в ноябре 1943 года насчитывали около 7000—8000 человек. Общая численность партизан по советским данным составляла 4000—4500 человек. Партизаны были скованы в манёвре большим количеством мирного населения, которое перешло в лес в преддверии наступления Красной армии. Непосредственно в Зуйском лесу карателям противостояли 1 (Ф. И. Федоренко), 5 и 6-я бригады общей численностью 2345 человек, одна батарея 76-мм пушек и одна батарея горных установок «катюш».
После авиаразведки и, в ряде случаев, бомбардировки противник начал наступление на партизанские районы. 27 декабря противник атаковал Зуйский лес. Партизаны были вынуждены защищать гражданские лагеря, частью сил (3-й и 21-й отряды) заняв позиционную оборону. Опасаясь, что остатки 1, 5 и 6-й партизанских бригад подвергнутся разгрому, КШПД передал в лес приказ: «Молния — Ямпольскому, Савченко. … В крайнем случае сохраняйте боевой состав, маневрируйте, невзирая на опасность, грозящую мирному населению… Булатов 1.1.44 г.». При отходе 3—4 января 1944 года произошла трагедия в Васильковской балке, где мирное население и раненые были подвергнуты массированным бомбоштурмовым ударам авиации, после чего в балку ворвались румыны и коллаборационисты.
Основные силы отрядов Северного направления, маневрируя по ночам, дорогой ценой вышли из-под ударов. К 5 января бои стали затихать, 8 января прочёс был закончен. По советским данным, потери партизан составили в бою до 100 человек, расстрелянных раненых до 180 человек, потери мирного населения не указывались. Румынские отчёты: «4 января группа партизан была окружена и ликвидирована. В течение 7 дней боевых действий партизаны понесли следующие потери: 1147 убитых и раненых, 2559 пленных. Потери румын: 43 убитых и 189 раненых». Немецкие отчёты: «Результат боя всех строевых подразделений: около 1200 мёртвых бандитов, 2865 пленных (около 3/4 женщин и детей), 3 артиллерийских орудия 76,2 мм, 2 орудия залпового поражения, 7 миномётов, 17 пистолет-пулемётов, 8 противотанковых ружей, 11 пулемётов, 636 ружей и винтовок». Под пленными везде понимается мирное население, поскольку все вооружённые лица расстреливались на месте.
В приказе КШПД № 48 от 1 марта 1944 года суровой критике было подвергнуто партизанское руководство в Крыму за потери в период с 29 декабря 1943 по 8 января 1944 года. Указывалось на отсутствие манёвра, что сделало эффективными действия артиллерии и авиации противника, отмечалась неоправданная смена командиров 5-й бригады. Но несмотря на большие потери ни одна из бригад партизан не была разгромлена и после пополнения и снабжения по воздуху они к весне 1944 полностью восстановили боеспособность.

#### Бешуйский бой

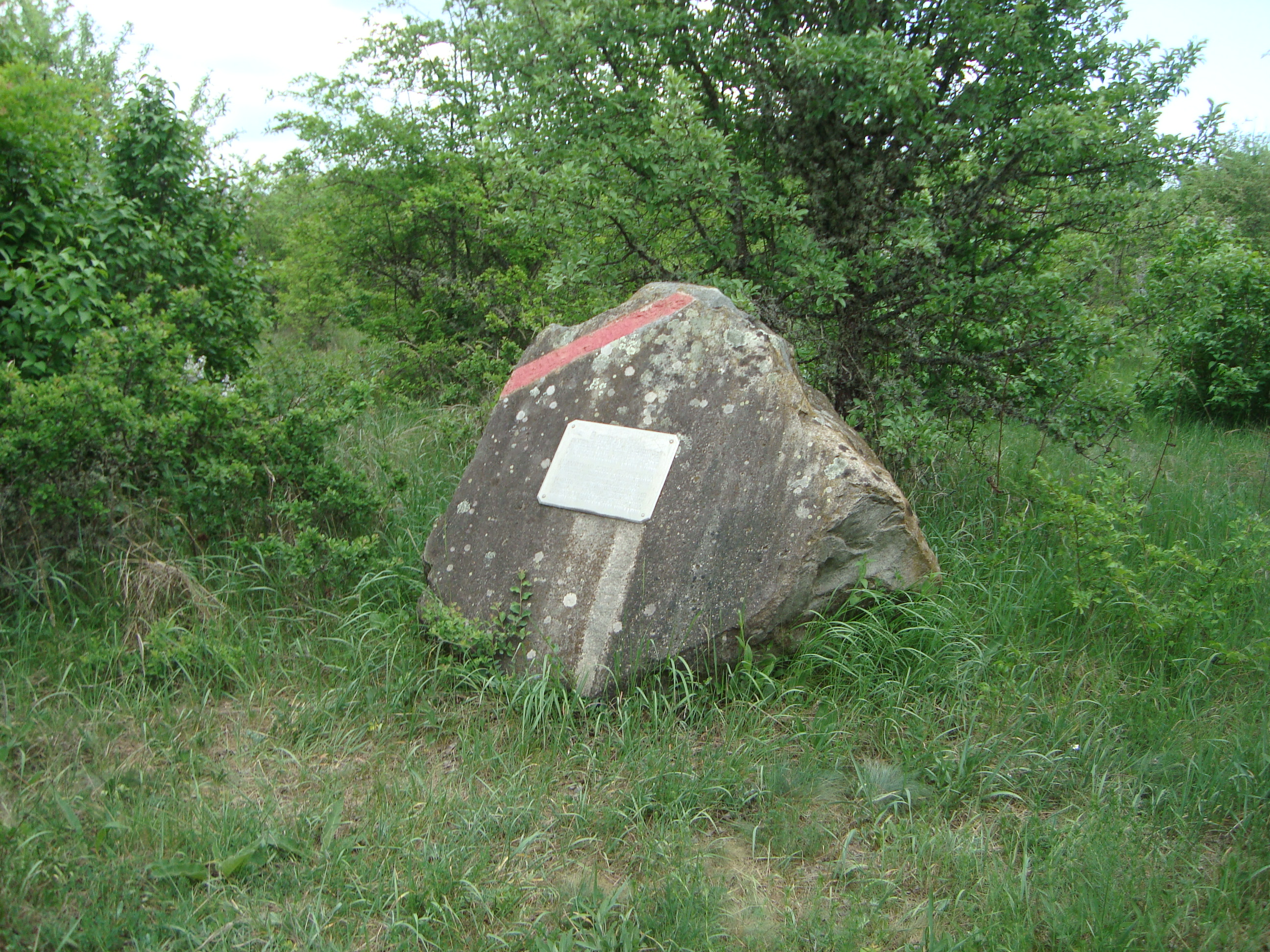
Памятный знак на месте Бешуйского боя, установлен 13 апреля 1984 года

В начале февраля 1944 года противник начал накапливать резервы, силами до одного полка, в районе нынешних сел Мамут-Султан (Доброго), Шумхай (Заречного), Саблы (Партизанского) — вблизи района 4-й бригады Южного соединения под командованием X. К. Чусси. Стремясь упередить противника, он выдвинул к Бешую боевые группы 6-го и 7-го отрядов. Противник подтянул к партизанским позициям лёгкую бронетехнику и артиллерию. Продвижение корректировал самолёт-разведчик. Утром 7 февраля началась атака. Обладая численным превосходством, противник рассчитывал после прорыва обороны выйти в тыл бригады и уничтожить её. Вводя в бой резервы, противнику удалось выбить 7-й отряд с занимаемых рубежей, овладеть Бешуем и захватить господствующую над местностью высоту. Каратели могли оттеснить бригаду к хребту Абдуга и окружить. По приказу X. К. Чусси группа партизан во главе с В. Кочкаревым ударом с тыла выбила противника с высоты (сам В. Кочкарев погиб) и закрепилась на ней. На помощь 7-му отряду выдвинулись 2-й и 3-й отряды, и каратели вынуждены были оставить захваченные ими в окрестностях Бешуя рубежи.
8 февраля оккупанты повели наступление к месту впадения в Альму рек Косы  и Мавли. Партизаны, оценив их численное преимущество, пропустили их в лес, отойдя на новые позиции. Втянувшись в узкую долину, идущую вдоль русла Сухой Альмы и дальше, к хребту Абдуга, каратели оказались в огневом мешке. По ним ударили отряды, занявшие высоты по склонам долины. С флангов открыли огонь группы И. Бондаренко, К. Кособродова. Неся потери, противник начал отступать вниз по течению Альмы. Здесь карателей встретил отряд Г. Грузинова, вышедший на дорогу Бешуй — Саблы. 9-11 февраля 1944 года противник пытался возобновить наступление, но встретив упорное сопротивление 4-й и 6-й бригад, был вынужден покинуть лес.
В результате боев гитлеровцы потеряли по советским оценкам до 450 человек убитыми, около 350 ранеными, партизанами взято 30 пленных. Потери партизан составили 18 человек убитыми, 35 ранеными. Были захвачены крупные трофеи: автомашина, 17 пулеметов, 370 снарядов, автоматы, винтовки, несколько тысяч патронов. В отчете штаба Южного соединения о деятельности отрядов и бригад в феврале 1944 года сообщалось: «… бои показывают, насколько выросли и окрепли в военном отношении наши партизанские отряды и как созрели в оперативно-тактических навыках бывшие рядовые партизаны, а теперь талантливые, решительные боевые командиры, как Грузинов, Гордиенко, Чусси и др. Недаром немцы расценивают бои в районе Бешуй как бои с регулярными частями Красной Армии, высаженными десантом…».

#### Участие партизан в освобождении Крыма
С началом Крымской наступательной операции партизаны Крыма активизировали действия:
- Северное партизанское соединение действовало на дорогах Симферополь — Алушта и Симферополь — Карасубазар[61], только с 8 по 13 апреля провело свыше 50 боёв.
- Южное соединение вело бои на дорогах Симферополь — Бахчисарай — Севастополь, на Южном берегу Крыма[61], совместно с советскими войсками участвовало в освобождении Ялты, Бахчисарая.
- Восточное соединение действовало на шоссе Симферополь — Феодосия и Феодосия — Судак, совместно с частями Советской Армии участвовало в освобождении Старого Крыма и других населённых пунктов[61].

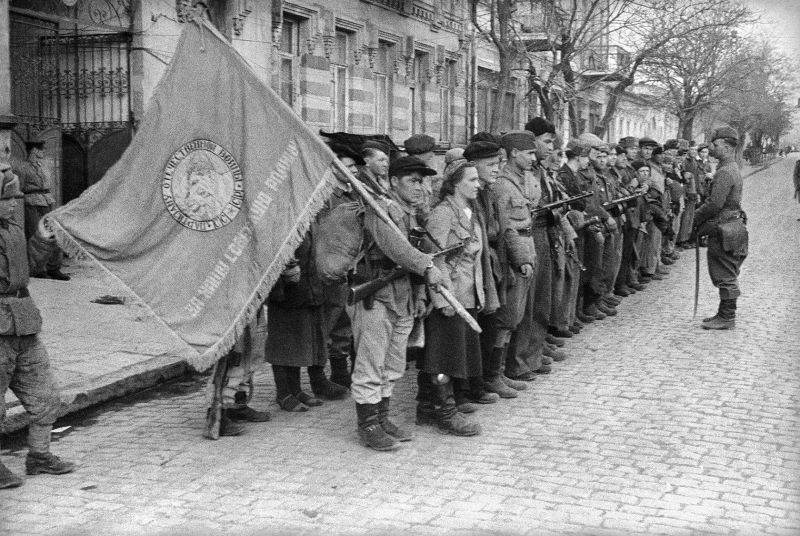
Торжественное построение бойцов отряда «Смерть фашистам» 1-й бригады "Грозная" под командование Ф. И. Федоренко в освобожденном Симферополе, 13 апреля 1944 года, Фотохроника ТАСС, фото Е. А. Халдея

13 апреля 1944 военнослужащие 279-й стрелковой дивизии, части 19-го танкового корпуса, партизаны (17-й и 19-й партизанские отряды 1-й партизанской бригады, командир Ф. И. Федоренко) и подпольщики освободили Симферополь. Партизаны 6-го отряда Н. И. Дементьева предотвратили разрушение немцами плотины Аянского водохранилища.
В этот же день, 13 апреля 1944 военнослужащие 227-й стрелковой дивизии, 257-го отдельного танкового полка и партизаны 3-й бригады Восточного партизанского соединения освободили Старый Крым.
Также, 13 апреля 1944 партизаны 2-й бригады Северного партизанского соединения заняли город Карасубазар и удерживали его до подхода советских войск.
15 апреля 1944 части 16-го стрелкового корпуса и 7-я бригада Южного партизанского соединения, командир Л. А. Вихман (1-й, 8-й, 9-й, 10-й, 12-й партизанские отряды) освободили Ялту, спасли от разрушения подвалы Массандры и южнобережные дворцы.
В этот же день, 15 апреля 1944 года, части 26-й мотострелковой бригады, 19-го танкового корпуса и 4-я бригада Южного партизанского соединения освободили Алушту.
Кинохроника 1944 года о вхождении партизанских отрядов в города Крыма. Сдача немецкого подразделения. Парад в Бахчисарае. Казнь коллаборациониста. Архивная копия от 29 марта 2019 на Wayback Machine

## Численность

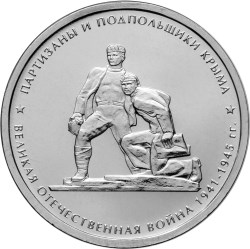
Памятник партизанам и подпольщикам Крыма в Симферополе на монете Банка РФ

В общей сложности, в 1941—1944 на Крымском полуострове действовало 62 партизанских отряда (численность партизан максимально составляла 3500—4000 зимой 1941), минимально 500—600 человек к осени 1942 и до 5000 человек в апреле 1944, за все время через партизанское движение прошло свыше 12500 бойцов), 220 подпольных организаций и групп (свыше 2500 человек).

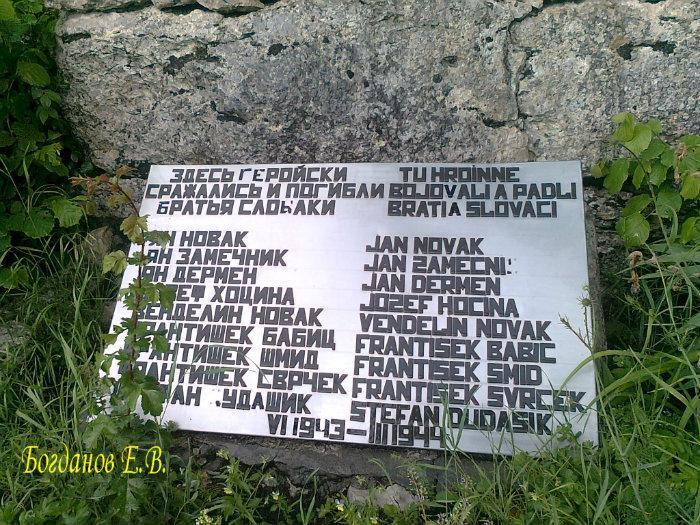
Памятник словацким бойцам в составе партизан Крыма, Колан-Баир

В конце 1943 года на сторону советских партизан из отряда Лукьянова перешла группа словацких солдат, перегнав в лес грузовик Татра с хлебом, которой командовал И. Белко. Когда число словаков достигло трёх десятков из низ сформировали группу — командир Юрай Жак, заместитель Йозеф Белко.
Кроме того, участниками партизанского движения в Крыму являлись румынские антифашисты — военнослужащие румынской армии, перешедшие на сторону партизан:
В начале апреля 1942 года дезертировали и вступили в Бахчисарайский отряд пять румынских солдат 2-й румынской горнострелковой дивизии; 9 ноября 1943 года в районе Зуи (в 22 км к востоку от Симферополя) добровольно сдались в плен партизанам 10 румынских солдат во главе с офицером, в дальнейшем они остались в отряде; 14 ноября 1943 года к партизанам 4-й партизанской бригады перешли два румынских солдата, они были зачислены в 5-й отряд бригады; 21 ноября 1943 года в 8-й отряд 3-й партизанской бригады перебежал ещё один румынский солдат; в начале января 1944 года в 4-ю партизанскую бригаду на автомашине с грузом приехал румынский военный шофёр Маринеску Георги; 13 апреля 1944 года отступавшая по Феодосийскому шоссе группа румынских военнослужащих присоединилась к партизанскому отряду Сороки, в дальнейшем совместно с партизанами они атаковали другие отступавшие части.

## Результаты
В ходе Крымской наступательной операции крымские партизаны оказали значительную помощь наступавшим советским войскам.
В воспоминаниях Маршала Советского Союза А. М. Василевского написано:
"Учитывая ту огромную роль, которую сыграли на протяжении всей Крымской операции 1944 года советские партизаны, 3 мая мы по согласованию с Крымским обкомом партии направили в Государственный Комитет Обороны подготовленное при активном участии командования и Политуправления 4-го Украинского фронта представление к правительственным наградам участников партизанского движения: шесть человек к званию Героя Советского Союза, 14-к награждению орденом Ленина, 17 — орденом Красного Знамени..."Василевский А. М. «Дело всей жизни», 1973, с. 409.
В период с 1 ноября 1941 года до 16 апреля 1944 года крымские советские партизаны и подпольщики провели 3226 акций против войск, коммуникаций и объектов противника (в том числе, 252 боя, 1632 диверсий и операций на коммуникациях, 349 засад и нападений, 163 диверсий и операций на железных дорогах, 824 нападений на автотранспорт и обозы); подорвали, пустили под откос и сожгли 79 эшелонов и 2 бронепоезда (всего, было уничтожено и выведено из строя 48 паровозов и 947 вагонов и платформ); уничтожили 29383 солдат и полицейских (и ещё 3872 захватили в плен); три железнодорожные станции, три электростанции, две радиостанции, 25 воинских складов, три железнодорожных и 52 шоссейных моста, 112,8 км телефонного кабеля и 6,6 км линий электропередач; 13 танков, 3 бронеавтомобиля, 211 орудий, 1940 автомашин, 83 телеги.
Кроме того, они захватили 201 автомашину, 40 тракторов, 2627 лошадей, 542 повозки, 17 орудий, 250 пулемётов, 254 автомата, 5415 винтовок, боеприпасы и другое военное имущество. Также, они отбили 1019 голов крупного рогатого скота, 6661 овец и 609 тонн продовольствия
Также, крымские партизаны и подпольщики занимались политической работой с населением: ими выпускались 4 газеты («Крымский партизан», «За Советский Крым», «Крымская правда», «За Родину»), а также листовки, обращения и воззвания. Всего за период оккупации партизаны и подпольщики Крыма выпустили 213 наименований газет и листовок общим тиражом более 3 млн экземпляров.
Свыше 3 тыс. партизан и подпольщиков (в том числе, 1500 участников партизанского движения) были награждены орденами и медалями СССР, руководитель Севастопольского подполья В. Д. Ревякин удостоен звания Героя Советского Союза (посмертно).

## Память

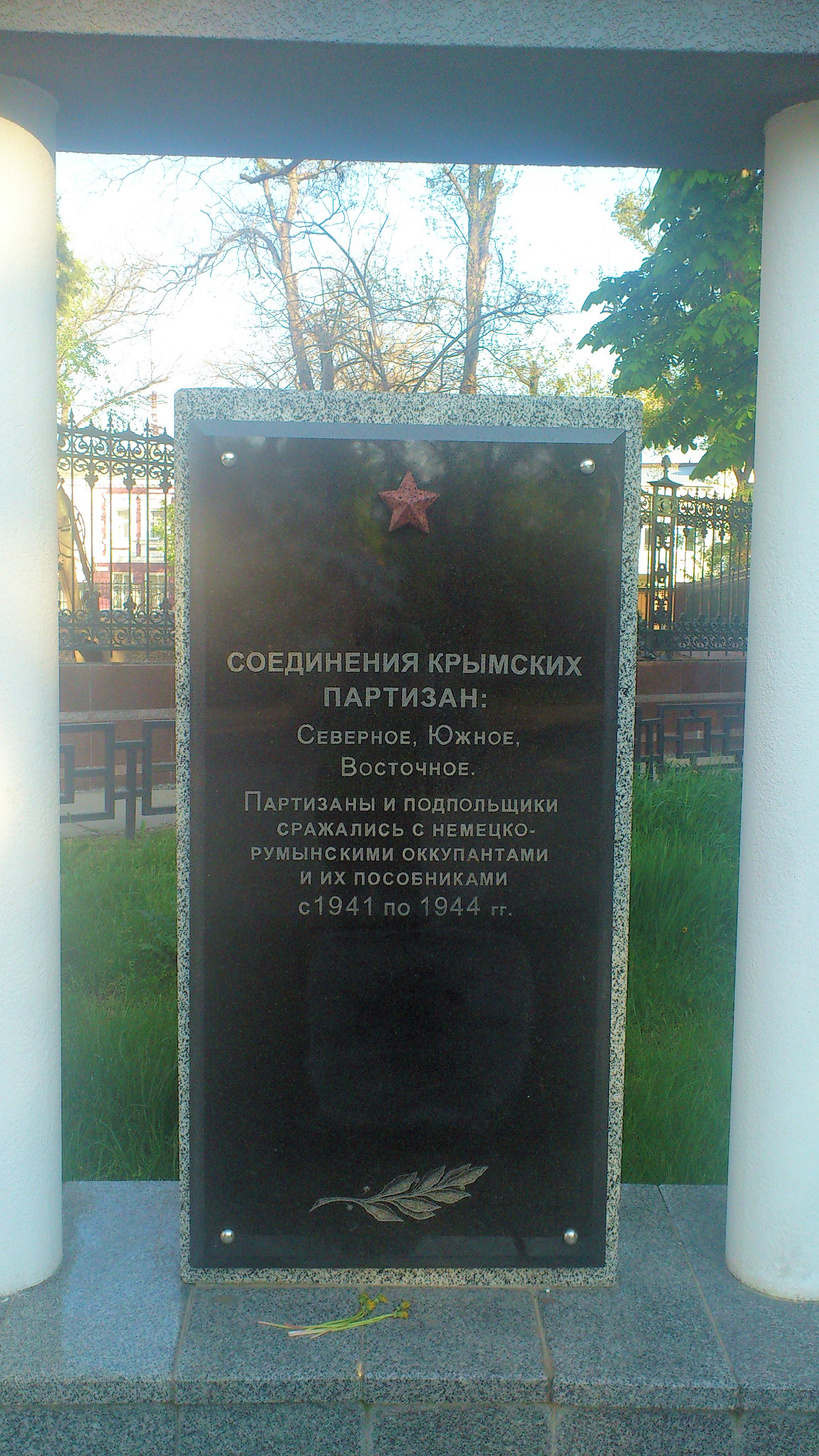
Надпись на плите: «Соединения крымских партизан. Северное, Южное, Восточное. Партизаны и подпольщики сражались с немецко-румынскими оккупантами и их пособниками с 1941 по 1944 гг.»

- Памятный знак «Партизанская шапка» на Ангарском перевале[72]
- Более 25 памятников на Долгоруковской яйле, включая Курган Славы (см. Памятники партизанскому движению на Долгоруковской яйле)[73].
- Обелиск Славы партизанам Крыма (город Старый Крым, в сквере по ул. Ленина) — установлен в 1961 году. В сквере похоронены старокрымские подпольщики и партизаны.
- Памятник партизанам и подпольщикам Крыма (авторы — скульптор Н. Д. Солощенко и архитектор Е. В. Попов) — открыт 9 мая 1978 года в городе Симферополе, на улице Киевской, в Парке Мира.
- На высоте 1025, гора Юке-Тепе в качестве памятника установлена историческая партизанская пушка-трехдюймовка образца 1902 года, из которой 24—25 июля 1942 года партизаны вели огонь по карателям.
- Имена крымских партизанских соединений увековечены на мемориальной плите у танка-памятника освободителям Симферополя в сквере Победы в Симферополе
- На Симферопольском кладбище Абдал-1 существует «Партизанский» квартал (кварталы № 13, 14) с компактным расположением могил виднейших командиров и бойцов.

#### Научная и справочная литература
- Басов А. В. Крым в Великой Отечественной войне 1941—1945. — М.: Наука, 1987.
- В тылу врага. Листовки партийных организаций и партизан периода Великой Отечественной войны 1941—1945 гг. — М., 1962.
- Крым в Великой Отечественной войне 1941—1945: сборник документов и материалов. — Симферополь, 1973.
- Крым в Великой Отечественной войне Советского Союза 1941—1945 гг. — Симферополь, 1963.
- Партизанское движение в Крыму 1941—1942. Сборник документов / под ред. А. В. Мальгина. — Научное издание. — Симферополь: Издательство «Сонат», ГААРК, 2006. — 244 с. — ISBN 966-8111-70-2.
- Лезинский М., Эскин Б. «Живи, Вилор!». — М.: Молодая гвардия, 1983. — 112 с.
- Макаров Н. И. Непокорённая земля Российская. — М.: Политиздат, 1976. — 319 с.
- Макаров П. В. Партизаны Таврии. — М.: Воениздат, 1960. — 383 с.
- Партизанское движение в оккупированных областях РСФСР // Великая Отечественная война, 1941—1945 : энциклопедия / под ред. М. М. Козлова. — М. : Советская энциклопедия, 1985. — С. 536—539. — 500 000 экз.
- Поляков В. Е. «Всей душой Мокроусов ненавидит комиссаров, не признаёт никаких приказов, в том числе и т. Сталина». Организационные и кадровые вопросы в деятельности крымских партизан в 1941—1944 гг. // Военно-исторический журнал. — 2013. — № 12. — С.47—53.
- Романько О. В. Крым в период немецкой оккупации. Национальные отношения, коллаборационизм и партизанское движение. 1941—1944. — М.: Центрполиграф, 2014. — 414 с. — (На линии фронта. Правда о войне). — ISBN 978-5-227-05388-6.
- Шамко Е. Н. Подвиги крымских партизан. — М., 1964.— 160 с.
- Шамко Е. Н. Дорогами крымских партизан. — Симферополь, 1976. — 143 с.

#### Воспоминания участников партизанского движения
- Вергасов И. В. В горах Таврии. — Симферополь, 1959.
- Вергасов И. З. Крымские тетради. — М.: Советский писатель, 1969. — 534 с.
- Генов И. Г. Четыре времени года: дневник партизана. — М.: Воениздат, 1969. — 176 с.
- Енджеяк В. И., Кузнецов А. Особая партизанско-диверсионная. — 2-е изд. Киев: Политиздат Украины, 1977. — 206 с.
- Калинин Ю. Н. По обе стороны фронта. Интеллекутуально-творческий потенциал России.
- Козлов И. А. В крымском подполье (воспоминания). — М.: Художественная литература, 1972. — 480 с.
- Луговой Н. Д. Побратимы. — Киев: Политиздат Украины, 1985. — 542 с.
- Македонский М. А. Пламя над Крымом (воспоминания командира Южного соединения партизанских отрядов Крыма). — 3-е изд., пер. и доп. Симферополь, 1969. — 304 с.
- Мельник Е. П. Дорога к подполью (записки). — Симферополь: Крымиздат, 1961. — 315 с.
- Музафаров Р. Крымские татары в подпольно-партизанском движении Крыма в годы Великой Отечественной войны (1941—1944) документальное исследование. — Симферополь: ГАУ РК «Медиацентр им. И. Гаспринского», 2017. — 408 с.
- Партизаны в борьбе за Крым. Из записок подполковника в отставке А. И. Олейника. // Военно-исторический журнал. — 2010. — № 6.
- Сирота Н. А. Так сражалась Керчь. — Симферополь: Крымиздат, 1968.
- Становский С. И. Партизаны: записки разведчика. — Симферополь: Крымиздат, 1959. — 214 с.
- Степанов Е. П. Партизанскими тропами. Воспоминания участника партизанского движения в Крыму в годы Великой Отечественной войны. — Симферополь: Крымиздат, 1961. — 308 с.
- Федоренко Ф. И. Годы партизанские, 1941—1944. — Симферополь: Таврия, 1990. — 285 с.